# Taking Over Me
| Críticas profissionais | Críticas profissionais |
| Avaliações da crítica  | Avaliações da crítica  |
| Fonte                  | Avaliação              |
| ---------------------- | ---------------------- |
| Digital Spy            | 4 de 5 estrelas.       |

"Taking Over Me" é o segundo single da banda inglesa de pop rock Lawson, lançado pelo álbum Chapman Square, primeiro álbum de estúdio de banda. A canção foi lançada em 5 de agosto de 2012, no Reino Unido, pela gravadora Polydor para divulgação do álbum. "Taking Over Me" foi lançada em formato digital e posteriormente em forma de remix.
A canção atingiu o top 3 da parada britânica, se tornando a melhor posição da banda no Reino Unido juntamente com "Juliet".

## Composição
"Taking Over Me", segundo o vocalista da banda, Andy Brown, em entrevista ao jornal britânico Metro, é "uma música feliz, alegre assim como muitas outras músicas do álbum". Andy também revelou que a canção foi escrita em duas horas com a parceria do produtor da música, John Shanks.

## Vídeo musical
O vídeo musical de "Taking Over Me" foi lançado em 06 de julho de 2012. Sob direção de Josh Forbes, o vídeo tem 3 horas e 15 minutos de duração. O vídeo tem início com a banda tocando em uma área deserta e logo depois mostra cenas de Andy com sua namorada, interpretada por Chelsea Turnbo. Os dois vão ao encontro dos outros três membros da banda, com suas namoradas, em um posto de gasolina. As namoradas de Joel Peat, Adam Pitts e Ryan Fletcher são interpretadas, respectivamente, por Kat McCleary, Lexi Johnston, Melissa Jones.Em seguida são mostradas cenas dos quatro casais se divertindo.

## Lista de faixas
O single foi lançado na iTunes Store do Reino Unido em duas versões: uma em formato EP, com duas canções inéditas e uma versão acústica, e uma com quatro remixes, lançados em 3 de agosto de 2012 e 6 de agosto de 2012 .
| Taking Over Me - EP |                                    |                                |         |  |
| N.º                 | Título                             | Compositor(es)                 | Duração |  |
| 1.                  | "Taking Over Me"                   | Andy Brown, John Shanks        | 3:10    |  |
| 2.                  | "Still Hurts"                      | Brown, Carl Falk, Chris Braide | 3:40    |  |
| 3.                  | "Let Go"                           | Brown                          | 3:41    |  |
| 4.                  | "Taking Over Me" (Versão acústica) | Brown, Shanks                  | 3:16    |  |
| Duração total:      | Duração total:                     | Duração total:                 | 13:07   |  |

| Taking Over Me (Remixes) |                                            |         |  |
| N.º                      | Título                                     | Duração |  |
| 1.                       | "Taking Over Me" (The Wideboys Radio Edit) | 3:32    |  |
| 2.                       | "Taking Over Me" (The Wideboys Club Mix)   | 6:34    |  |
| 3.                       | "Taking Over Me" (The Alias Radio Edit)    | 3:49    |  |
| 4.                       | "Taking Over Me" (The Alias Club Mix)      | 5:51    |  |
| Duração total:           | Duração total:                             | 18:66   |  |

## Desempenho nas tabelas musicas
| Parada (2012)                    | Melhor posição |
| -------------------------------- | -------------- |
| Escócia - Scottish Singles Chart | 3              |
| Hungria - MAHASZ                 | 39             |
| Irlanda - IRMA                   | 32             |
| Reino Unido - UK Albums Chart    | 3              |

## Histórico de lançamento
| País        | Data                | Formato          | Gravadora       | Ref.   |
| ----------- | ------------------- | ---------------- | --------------- | ------ |
| Irlanda     | 3 de agosto de 2012 | Download digital | Polydor Records | [ 10 ] |
| Malásia     | 3 de agosto de 2012 | Download digital | Polydor Records | [ 11 ] |
| Reino Unido | 5 de agosto de 2012 | Download digital | Polydor Records | [ 12 ] |